# 相対的不定期刑
相対的不定期刑（そうたいてきふていきけい）とは、自由刑のうち、刑期の最短・最長を定めて刑を宣告するもの。実際の刑期は個々のケースに基づいて判断され、判決の時点では明確な期間は定められていない。不定期刑の一種で、対語に絶対的不定期刑がある。
日本では、「少年に科す刑罰」のひとつであるほか、有期刑についても、仮釈放制度に着目すれば、相対的不定期刑的な要素を持つ刑罰として捉えることも可能である。
以下、少年犯罪における相対的不定期刑について詳述する。なお、相対的不定期刑は、単に不定期刑と呼称されることも多い。

## 解説
- 少年に対して有期拘禁刑をもって処断すべきときは、処断すべき刑の範囲内において、長期を定めるとともに、長期の二分の一（長期が10年を下回るときは、長期から5年を減じた期間）を下回らない範囲内において短期を定めて、これを言い渡す。この場合において、長期は15年、短期は10年を超えることはできない。（少年法52条1項）。
- 前項の短期については、同項の規定にかかわらず、少年の改善更生の可能性その他の事情を考慮し特に必要があるときは、処断すべき刑の短期の二分の一を下回らず、かつ、長期の二分の一を下回らない範囲内において、これを定めることができる。この場合においては、刑法第14条第2項の規定を準用する。（同法52条2項）。
- 刑の執行猶予の言い渡しをするときは、相対的不定期刑は適用されない。（同法52条3項）

（なお、ここでいう「少年」とは同法2条1項において「20歳に満たない者」と定義されている。）

不定期刑は、処断刑の長期が3年以上の有期の拘禁刑であるときに言い渡され、処断刑の長期が3年未満である場合および刑の執行を猶予するときは、定期刑が言い渡される。また、不定期刑は、長期は10年を超えてはならず、短期は5年を超えてはならないので、「拘禁刑5年以上10年以下」という刑が不定期刑の上限である。
以下、具体的な罪について不定期刑を言い渡す場合、どのような刑になるのか説明を加える。
- 強盗致傷罪の場合
  - 強盗致傷罪の法定刑は無期又は6年以上の拘禁刑であるので、ここで有期の拘禁刑を選択するとき、その処断刑の幅は通常6年以上20年以下となり、少年に対しては、同法52条により、短期を5年とし、長期は10年を超えない範囲内で、犯情等に応じて、例えば「拘禁刑5年以上6年以下」「拘禁刑5年以上8年以下」「拘禁刑5年以上10年以下」というように短期と長期を定めた不定期刑を言い渡すこととなる。

- 傷害致死罪の場合
  - 傷害致死罪の法定刑は3年以上の有期拘禁刑であるので、その処断刑の幅は通常3年以上20年以下となり、少年に対しては、同法52条により、短期は3年～5年の範囲内、長期は10年を超えない範囲内で、犯情等に応じて、例えば「拘禁刑3年以上5年以下」「拘禁刑4年以上6年以下」「拘禁刑4年6月以上7年以下」「拘禁刑5年以上10年以下」というように短期と長期を定めた不定期刑を言い渡すこととなる。

- 同意殺人罪の場合
  - 同意殺人罪の法定刑は6月以上7年以下の拘禁刑であるので、その処断刑の幅は通常6月以上7年以下となり、少年に対しては、同法52条により、短期は6月～5年の範囲内、長期は処断刑の上限である7年を超えない範囲内で、犯情等に応じて、例えば「拘禁刑1年以上2年以下」「拘禁刑3年以上5年6月以下」というように短期と長期を定めた不定期刑を言い渡すこととなる。

- 刑の減軽を施す場合
  - 例えば、強盗致傷罪と傷害罪の併合罪について酌量減軽（刑法66条）を施すと、その処断刑の幅は3年以上15年以下（刑法68条）となり、少年に対しては、同法52条により、短期は3～5年の範囲内、長期は10年を超えない範囲内で、例えば「拘禁刑4年以上6年以下」というように長期と短期を定めた不定期刑を言い渡すこととなる。また、例えば、強盗致死罪について無期拘禁刑を選択して酌量減軽ないし自首などによる減軽を施した場合、処断刑は7年以上の有期拘禁刑（刑法68条）となり、少年に対しては、同法52条により、短期を5年とし、長期は10年を超えない範囲内で、例えば「拘禁刑5年以上6年以下」「拘禁刑5年以上10年以下」というように短期と長期を定めた不定期刑を言い渡すこととなる。

なお、不定期刑は判決時に少年である者に対して言い渡される。このため、犯行当時少年であっても、判決時に成人になっていれば、不定期刑の適用は受けず、定期刑が言い渡される（ただし、犯行当時少年であったことは、刑の量定にあたって有利な情状として斟酌され得る）。

## 不定期刑の趣旨
少年は人格の可塑性に富み、改善更生の可能性が高いため、有期刑の刑期に幅を持たせて、弾力的な処遇を図り、その上限を短期は5年、長期は10年に緩和して教育的効果を引き出すことを目的としている。

## 成人の定期刑との違い
裁判において刑の判決を出すとき、日本では予め刑期を全く定めない判決を出してはならない絶対的不定期刑の禁止に基づく罪刑法定主義により、如何なる罰を犯したときは如何なる刑罰に処せられることが規定されている。罪に関して詳細条件を加味した上で規定の範囲内の量刑を決定することが裁判であるため、その期間が先に書いた罪刑法定主義に照らして、本当に予め定められた期間に相当しているのかどうかも分からないような判決を出してはならないことから成人の被告には適用されていない。

## 仮出獄
相対的不定期刑を受けた者の仮釈放については、「その刑の短期の3分の1を過ぎた時から」仮釈放が適用される可能性がある。